# Theo van de Vathorst
Theodorus Antonius Maria (Theo) van de Vathorst (Utrecht, 12 januari 1934 - aldaar, 21 januari 2022) was een Nederlandse beeldhouwer.

## Leven en werk
Van de Vathorst studeerde bij Piet Esser aan de Rijksakademie van Beeldende Kunsten in Amsterdam. Omstreeks 1962 rondde hij daar zijn opleiding af. In de beginperiode als afgestudeerd kunstenaar gaf hij les aan de Grafische School om voldoende inkomsten te kunnen verwerven. De kwaliteit van zijn kunstwerken zorgde ervoor dat hij gaandeweg van de gemeente Utrecht toelages en opdrachten kreeg.
Hij werkte met steen, terracotta en brons. Zijn belangrijkste werken zijn te zien in Utrecht. Naast beeldhouwwerk maakte hij ook kleinplastiek, portretten en penningen. Zo ontwierp hij in 1985 de Maartenspenning, in 1988 een penning ter ere van het 600-jarig bestaan van de Domtoren en in 2001 de Provinciaal Utrechts Genootschap (PUG)-penning waarvoor hij in 2005 een belangrijke internationale prijs ontving, de J. Sanford Saltus Award van de American Numismatic Society.
Een van zijn grootste werken is Deuren van de Domkerk in Utrecht, onthuld in 1996.
In 1997 ontving hij de ridder in de Orde van de Nederlandse Leeuw uit de handen van de toenmalige Utrechtse burgemeester Opstelten.
Sinds 2014 publiceerde hij maandelijks een tekening op de opiniewebsite Nieuws030.
Theo van de Vathorst overleed in 2022 in zijn geboorteplaats op 88-jarige leeftijd. De beeldhouwer was al enige tijd ziek. Als eerbetoon was er kort voor zijn dood nog een expositie van zijn Utrechtse werk in een galerie aan de Oudegracht. De kunstenaar zelf deed de suggestie er een etalage-expositie van te maken vanwege de corona-beperkingen. 

## Werken in de openbare ruimte (selectie)
Alkmaar
- Twee pinguïns (1976), Frederik Hendriklaan

Voorburg
- buste Reinier de Graaf (stond tussen 1973 en 2007 aan de Reinier de Graafweg te Delft)

Utrecht
- Onder moeders paraplu (1966) bij zwembad Den Hommel
- Twee uilen (1969) aan de Rijnhuizenlaan
- Koopvrouw (1976) op de Vismarkt
- Pratertje/Oratriculus (1986) in het Noordse Park
- De keizer en de nachtegaal (1986) in het park aan de Sjanghaidreef
- gedenksteen Clare Lennart (1992) aan de Nicolaïkerk[2]
- borstbeeld van Anton Geesink (1995) bij de Jacobikerk
- Bronzen deuren (1996) van de Domkerk
- Meisje met tamboerijn aan de Koningsweg
- portret van Willem Pijper in Muziekcentrum Vredenburg
- gedenksteen met gedicht van Hendrik Marsman aan de Domstraat
- De slak tegenwoordig in de Amersfoortse wijk Vathorst op rotonde 9.

## Fotogalerij

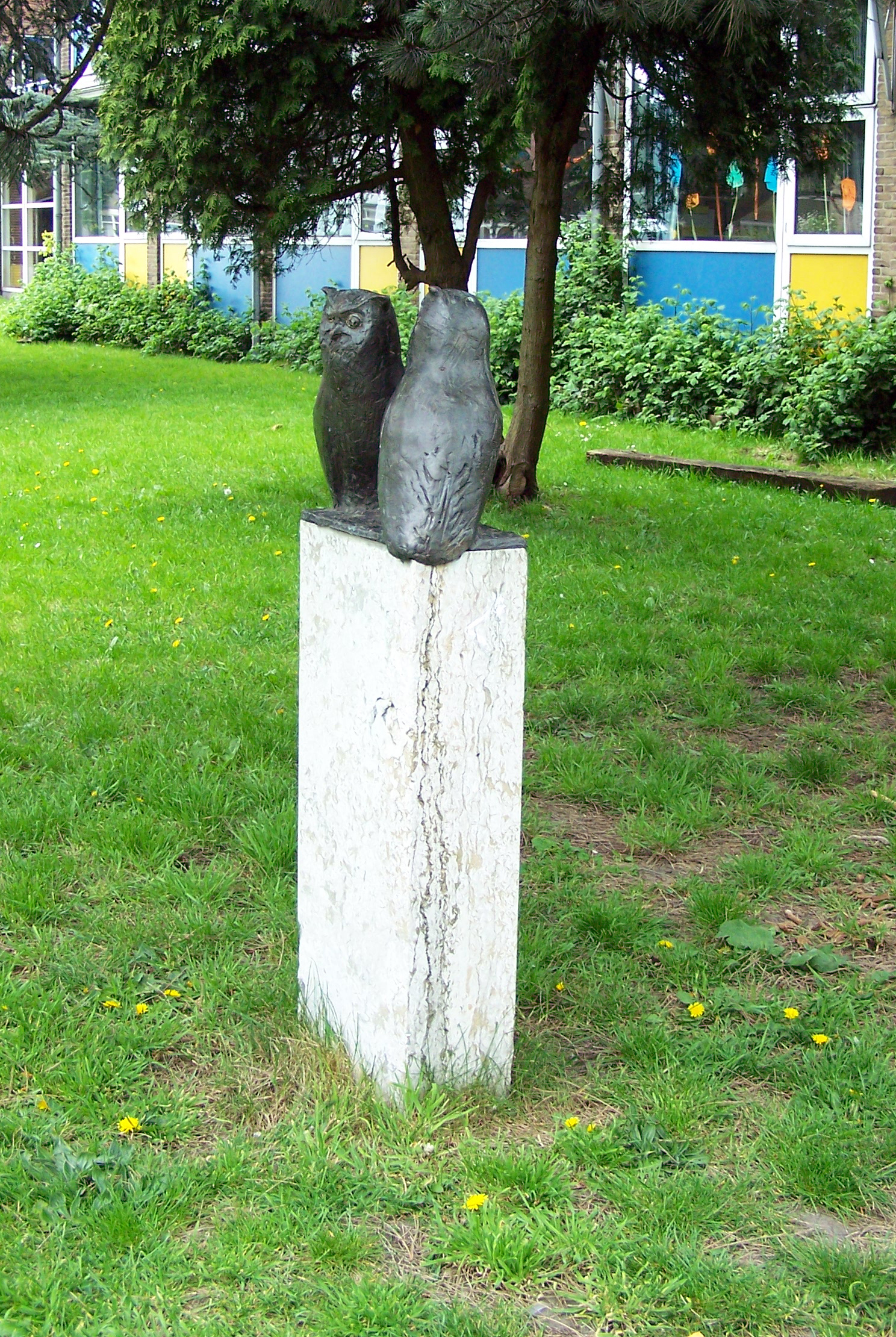
Twee uilen (1969), Rijnhuizenlaan, Utrecht
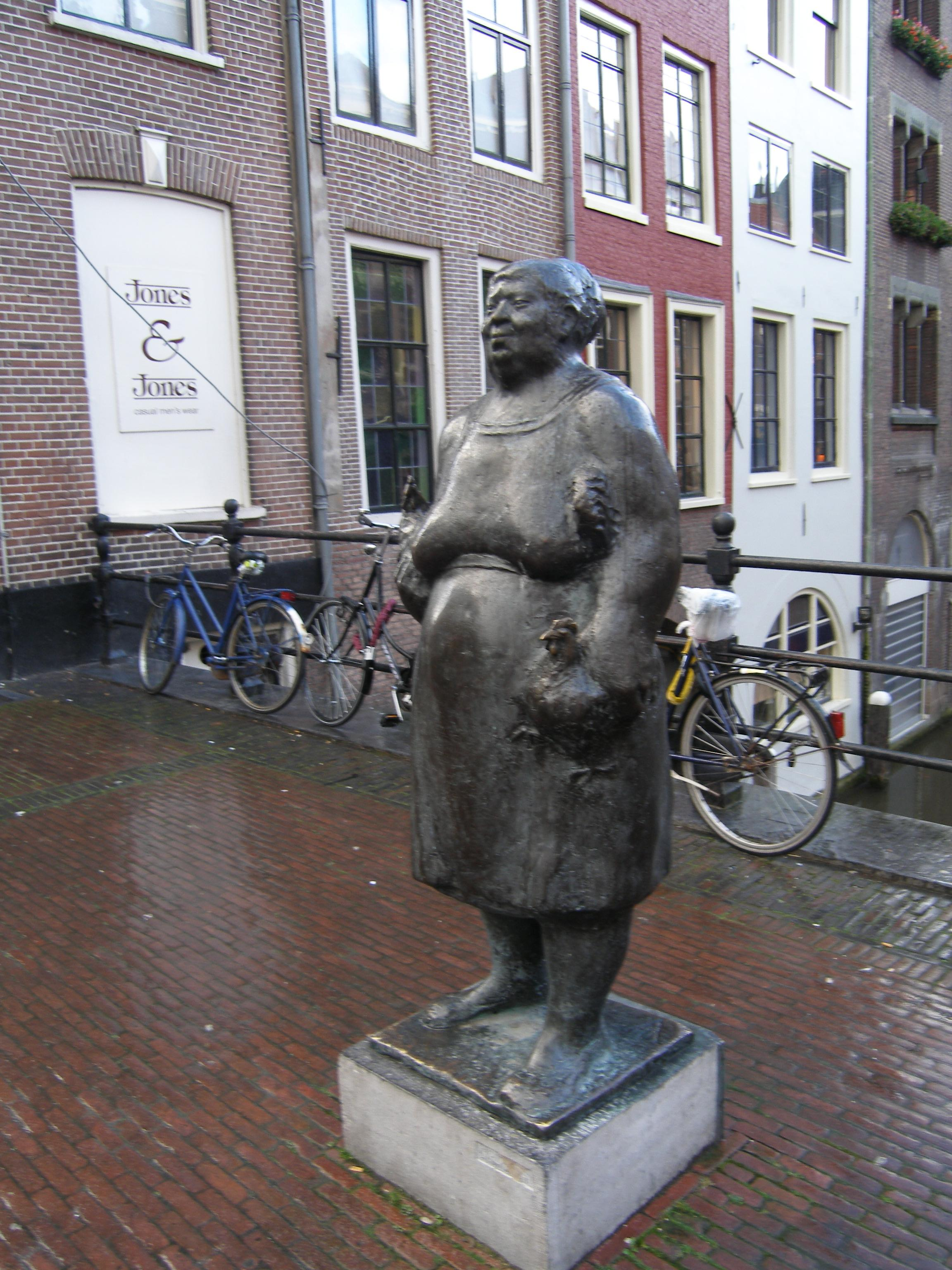
Koopvrouw (1976) op de Vismarkt, Utrecht
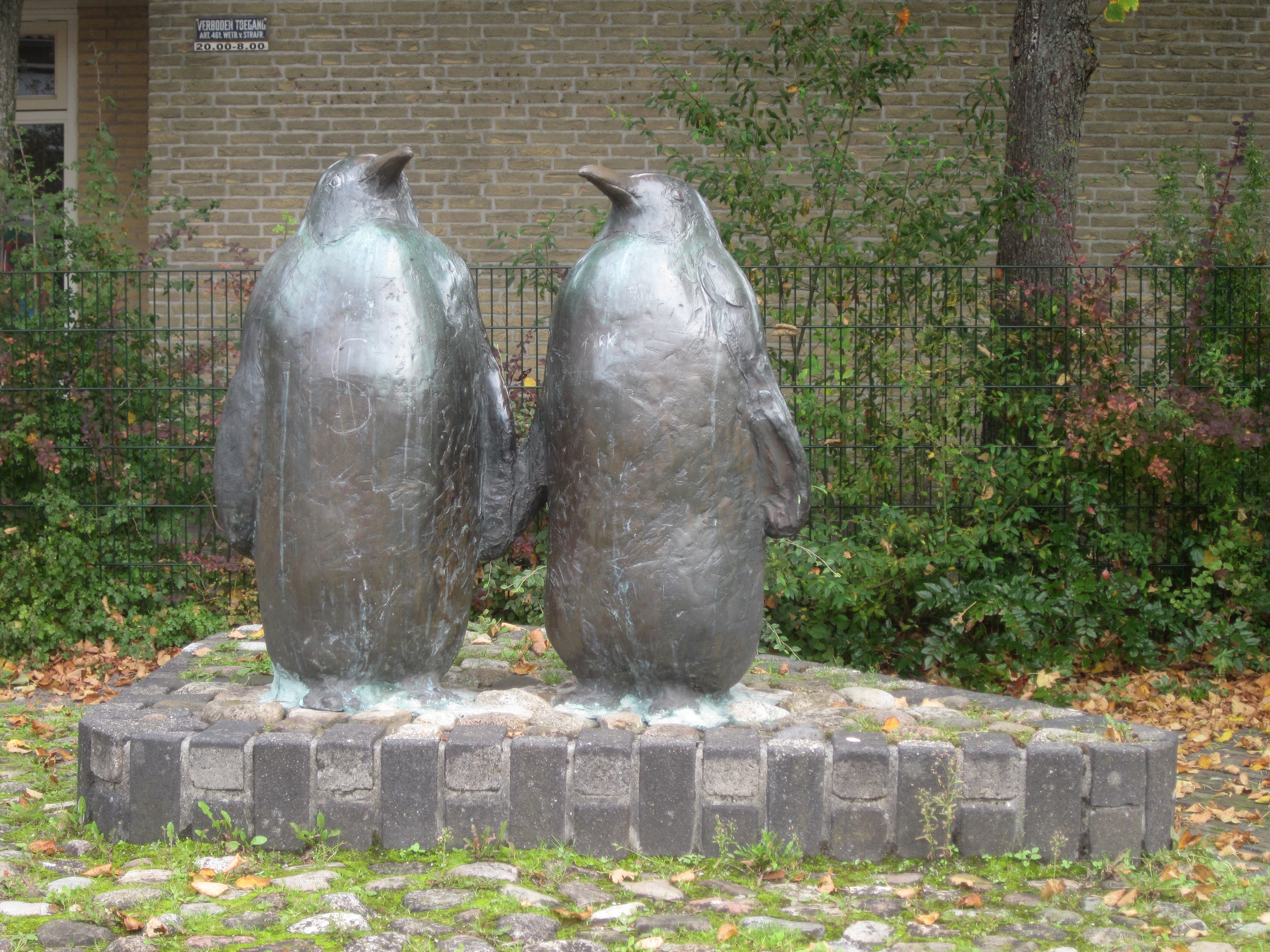
Twee pinguïns (1976), Alkmaar
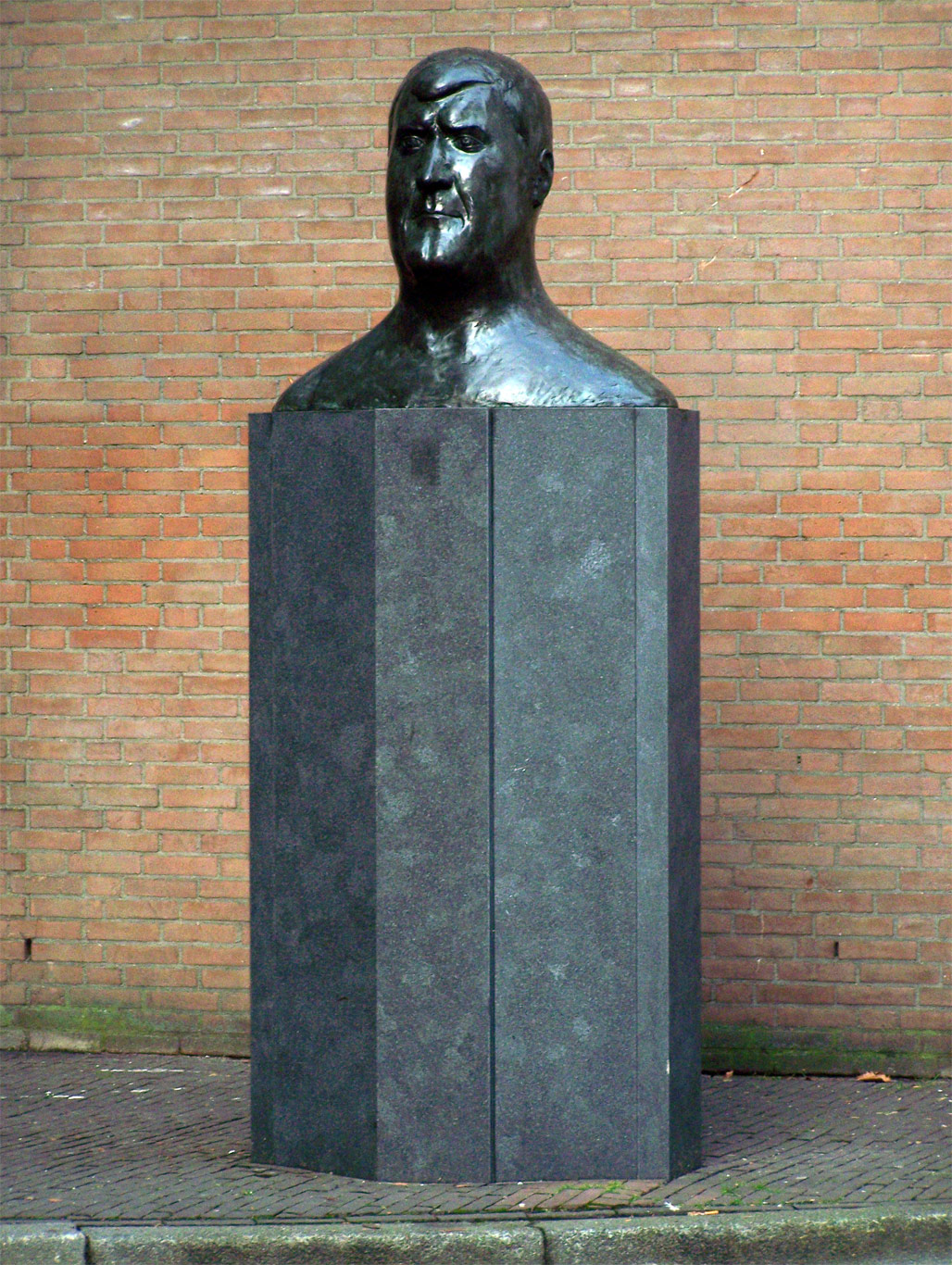
buste van Anton Geesink (1995), nabij de Jacobikerk, Utrecht
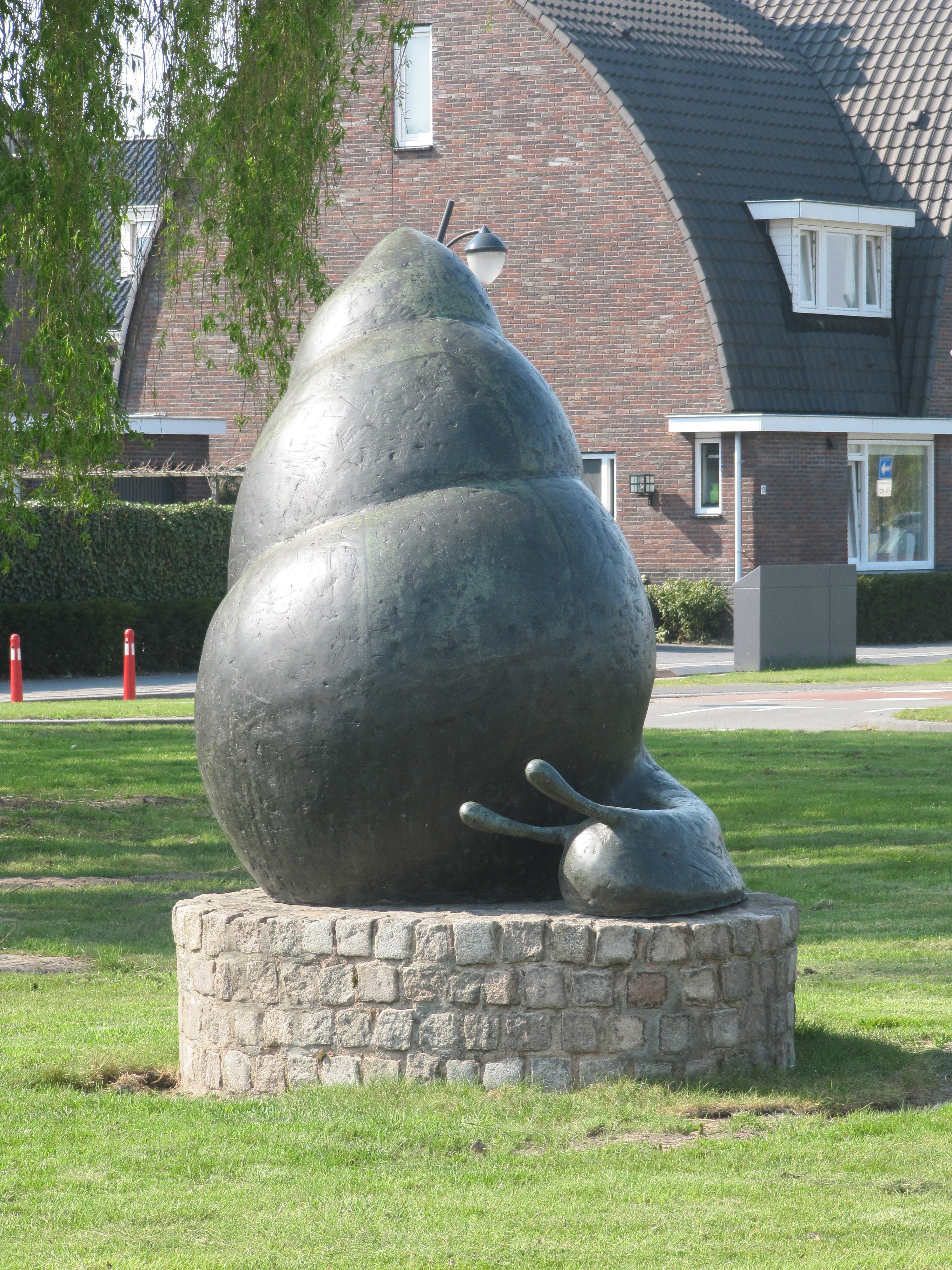
De slak (sinds 2011), Amersfoortse wijk Vathorst